# Jack Nicklaus Golf
Jack Nicklaus Golf est une série de jeux vidéo de golf éditée par la société américaine Accolade. Apparue en 1988, la série a été créée en partenariat avec Jack Nicklaus, considéré comme l'un des meilleurs golfeurs de tous les temps. Les trois premiers opus ont été conçus par Ned Martin et développé par Sculptured Software. Le sixième et dernier épisode, édité par Activision, a été commercialisé en 1999.

## Les épisodes
La série comprend six épisodes principaux, divers extensions ainsi que des adaptations sur consoles.
- 1988 - Jack Nicklaus' Greatest 18 Holes of Major Championship Golf[1] (Amiga, Amstrad CPC, Apple IIGS, Atari ST, Commodore 64, DOS, MSX, NES, PC-88, PC-Engine, X68000)
  - The International Course Disk (1989, extension, Amiga, Atari ST)
  - The Major Championship Courses of 1989 (1989, extension, Amiga, Atari ST, DOS)
  - The Major Championship Courses of 1990 (1990, extension, Amiga, Atari ST, DOS)
  - The Major Championship Courses of 1991 (1991, extension, Amiga, Atari ST, DOS)
  - The Great Courses of the U.S. Open (1991, extension, Amiga, Atari ST)
- 1990 - Jack Nicklaus' Unlimited Golf[2] (Amiga, Atari ST, DOS) 
  - Jack Nicklaus' Unlimited Course Design (1990, extension, Amiga, Atari ST, DOS)
  - Jack Nicklaus' Unlimited Golf & Course Design (1990, compilation, Amiga, DOS)
- 1990 - Jack Nicklaus' World Tour Golf[3] (PC Engine)
- 1992 - Jack Nicklaus Golf & Course Design: Signature Edition (DOS)
- 1992 - Jack Nicklaus Golf (Super Nintendo, Game Boy)
- 1993 - Jack Nicklaus' Power Challenge Golf (Mega Drive)
- 1997 - Jack Nicklaus 4 (Windows, Macintosh)
- 1998 - Jack Nicklaus Online Golf Tour (Windows)
- 1998 - Jack Nicklaus 5 (Windows)
- 1999 - Jack Nicklaus 6: Golden Bear Challenge (Windows)